# 米韓連合司令部

米韓連合司令部章

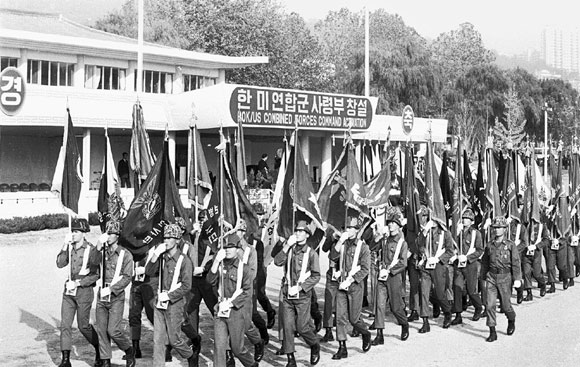
1978年、米韓連合司令部創設式

米韓連合司令部（べいかんれんごうしれいぶ、朝: 한미연합군사령부、英: ROK/US Combined Forces Command）は、1978年11月に、大韓民国とアメリカ合衆国の合意によって、韓国に設置された韓国軍と在韓米軍を連合・統合指揮する司令部である。これによりマッカーサー率いる国連軍に1950年7月15日の大田協定によって、委譲されていた韓国軍の作戦統制権は、米韓連合司令部が継承することとなった。

## 概要
韓国大統領は国防長官を通じて韓国軍統帥権を行使する。国防長官はこれを受け、各軍総長を通じて軍政権を、合同参謀本部議長を通じて作戦指揮権を行使する。米韓の参謀本部は米韓の大統領と国防長官の指示を受け、戦略指針と作戦指針を米韓連合司令部司令官に指示する。米韓連合司令部司令官はこれを受けて作戦を遂行する。米韓連合司令部は米軍が司令官、韓国軍が副司令官を引き受ける。陸・海の司令官は韓国軍が、副司令官は米軍が引き受ける。空軍司令官は米軍が、副司令官は韓国軍が受け持つ防衛体制である。下部の参謀組織も米韓混成である。米韓連合司令部と似た体制としては米軍大将が指揮官として作戦統制権を行使するNATOが挙げられる。なお、作戦統制権は国家主権とは区別されるものである。
1994年になると平時における作戦統制権（Operational control：OPCON) は韓国軍へ移管された。
当初は2015年12月1日に韓国軍に対する戦時作戦統制権が米韓連合司令部から韓国軍に移管され、戦時には米韓それぞれの独立した統合軍司令部の指揮下で、共同で作戦が遂行されるようになるとされたが、2014年10月23日に行われた米韓国防相による米韓安保協議会で、2015年に予定されていた戦時作戦統制権移管を再度延期し、2020年代中ごろを目標に移管することを合意した。また、これに関連して、龍山基地などの基地移転も延期されることになった。
2022年10月、米韓連合司令部を平沢市に移転。これにより、ソウル特別市にあった米軍基地の主要機能は全て同市外に移転したことになった。

## 戦時における組織関係図
| 大韓民国                      | 大韓民国                      | 大韓民国                      | 大韓民国                      | 大韓民国                      | 大韓民国                      |                 |                 |                                                       |                                     |                                     |                                     |                                     |                                     |  |  | アメリカ合衆国                | アメリカ合衆国                | アメリカ合衆国                | アメリカ合衆国                | アメリカ合衆国                | アメリカ合衆国                |  |  |  |  |  |  |                 |                 |                 |                 |                 |                 |
| 大韓民国                      | 大韓民国                      | 大韓民国                      | 大韓民国                      | 大韓民国                      | 大韓民国                      | 大統領 国防長官 | 大統領 国防長官 | 大統領 国防長官                                       | 大統領 国防長官                     | 大統領 国防長官                     | 大統領 国防長官                     |                                     |                                     |  |  | アメリカ合衆国                | アメリカ合衆国                | アメリカ合衆国                | アメリカ合衆国                | アメリカ合衆国                | アメリカ合衆国                |  |  |  |  |  |  | 大統領 国防長官 | 大統領 国防長官 | 大統領 国防長官 | 大統領 国防長官 | 大統領 国防長官 | 大統領 国防長官 |
|                               |                               |                               |                               |                               |                               | 大統領 国防長官 | 大統領 国防長官 | 大統領 国防長官                                       | 大統領 国防長官                     | 大統領 国防長官                     | 大統領 国防長官                     |                                     |                                     |  |  |                               |                               |                               |                               |                               |                               |  |  |  |  |  |  | 大統領 国防長官 | 大統領 国防長官 | 大統領 国防長官 | 大統領 国防長官 | 大統領 国防長官 | 大統領 国防長官 |
| 合同参謀本部議長 合同参謀本部 | 合同参謀本部議長 合同参謀本部 | 合同参謀本部議長 合同参謀本部 | 合同参謀本部議長 合同参謀本部 | 合同参謀本部議長 合同参謀本部 | 合同参謀本部議長 合同参謀本部 |                 |                 | 米韓軍事委員会                                        | 米韓軍事委員会                      | 米韓軍事委員会                      | 米韓軍事委員会                      | 米韓軍事委員会                      | 米韓軍事委員会                      |  |  | 統合参謀本部議長 統合参謀本部 | 統合参謀本部議長 統合参謀本部 | 統合参謀本部議長 統合参謀本部 | 統合参謀本部議長 統合参謀本部 | 統合参謀本部議長 統合参謀本部 | 統合参謀本部議長 統合参謀本部 |  |  |  |  |  |  |                 |                 |                 |                 |                 |                 |
| 合同参謀本部議長 合同参謀本部 | 合同参謀本部議長 合同参謀本部 | 合同参謀本部議長 合同参謀本部 | 合同参謀本部議長 合同参謀本部 | 合同参謀本部議長 合同参謀本部 | 合同参謀本部議長 合同参謀本部 |                 |                 | 米韓軍事委員会                                        | 米韓軍事委員会                      | 米韓軍事委員会                      | 米韓軍事委員会                      | 米韓軍事委員会                      | 米韓軍事委員会                      |  |  | 統合参謀本部議長 統合参謀本部 | 統合参謀本部議長 統合参謀本部 | 統合参謀本部議長 統合参謀本部 | 統合参謀本部議長 統合参謀本部 | 統合参謀本部議長 統合参謀本部 | 統合参謀本部議長 統合参謀本部 |  |  |  |  |  |  |                 |                 |                 |                 |                 |                 |
|                               |                               |                               |                               |                               |                               |                 |                 |                                                       |                                     |                                     |                                     |                                     |                                     |  |  |                               |                               |                               |                               |                               |                               |  |  |  |  |  |  |                 |                 |                 |                 |                 |                 |
|                               |                               |                               |                               |                               |                               |                 |                 | 米韓連合司令部司令官 米韓連合司令部                   | 米韓連合司令部司令官 米韓連合司令部 | 米韓連合司令部司令官 米韓連合司令部 | 米韓連合司令部司令官 米韓連合司令部 | 米韓連合司令部司令官 米韓連合司令部 | 米韓連合司令部司令官 米韓連合司令部 |  |  | インド太平洋軍                | インド太平洋軍                | インド太平洋軍                | インド太平洋軍                | インド太平洋軍                | インド太平洋軍                |  |  |  |  |  |  |                 |                 |                 |                 |                 |                 |
|                               |                               |                               |                               |                               |                               |                 |                 | 米韓連合司令部司令官 米韓連合司令部                   | 米韓連合司令部司令官 米韓連合司令部 | 米韓連合司令部司令官 米韓連合司令部 | 米韓連合司令部司令官 米韓連合司令部 | 米韓連合司令部司令官 米韓連合司令部 | 米韓連合司令部司令官 米韓連合司令部 |  |  | インド太平洋軍                | インド太平洋軍                | インド太平洋軍                | インド太平洋軍                | インド太平洋軍                | インド太平洋軍                |  |  |  |  |  |  |                 |                 |                 |                 |                 |                 |
| 韓国軍                        | 韓国軍                        | 韓国軍                        | 韓国軍                        | 韓国軍                        | 韓国軍                        |                 |                 |                                                       |                                     |                                     |                                     |                                     |                                     |  |  | 在韓米軍                      | 在韓米軍                      | 在韓米軍                      | 在韓米軍                      | 在韓米軍                      | 在韓米軍                      |  |  |  |  |  |  |                 |                 |                 |                 |                 |                 |
| 韓国軍                        | 韓国軍                        | 韓国軍                        | 韓国軍                        | 韓国軍                        | 韓国軍                        |                 |                 | 地上構成部隊 海上構成部隊 航空構成部隊 連合海兵隊など |                                     |                                     |                                     |                                     |                                     |  |  | 在韓米軍                      | 在韓米軍                      | 在韓米軍                      | 在韓米軍                      | 在韓米軍                      | 在韓米軍                      |  |  |  |  |  |  |                 |                 |                 |                 |                 |                 |
|                               |                               |                               |                               |                               |                               |                 |                 |                                                       |                                     |                                     |                                     |                                     |                                     |  |  |                               |                               |                               |                               |                               |                               |  |  |  |  |  |  |                 |                 |                 |                 |                 |                 |

参考